# Grape
Grape är en svensk släkt som invandrade från Lübeck 1629, sprungen från den uradliga släkten Grape från Pommern.
Som släktens stamfader anges Arendt Grape (död omkring 1600) som var bryggare i Lübeck. Hans sonson Arendt Grape (1612-1687) invandrade till Stockholm 1629 och fick tack vare privilegiebrev från drottning Kristina möjlighet att grunda Kengis bruk i Pajala socken. Hans hustru Clara var dotter till guldsmeden Johan Johansson som var borgmästare i Västerås, och Margareta, i sin tur dotter till Salomon Birgeri. En av Johan Johanssons skedar finns bevarad i Hallwylska museets samlingar i Stockholm.
Från släkten kommer flera personer som varit riksdagsmän, präster och författare. Från släkten kommer även forskaren Anders Grape som arbetat med det svenska biblioteksväsendet och som gjort insatser inom namnetymologisk forskning. En gren av släkten bytte namn till Lustig. Det har förekommit ett fåtal personer som kallat sig Grape utan att vara släkt med dessa. 
Grapes heraldiska vapen förekommer det flera versioner av vilka den officiella för den svenska grenen är en silversköld med en gyllene, trefotad gryta varur tre röda rosor växer upp. En trebent gryta kallas Grapen på tyska. Andra tyska ord för detta är Olla och Grop. Uradelssläkten Grape från Pommern har ett närmaste identiskt heraldiskt vapen, men med gyllene sköld och svart, trefotad gryta med tre röda rosor.

## Personer med namnet Grape
- Adolf Grape (1844–1900), stadsläkare i Gävle.
- Arendt Grape (1612–1687), köpman, sedermera brukspatron.
- Anders Grape (1880–1959), språkhistoriker.
- Erik Daniel Grape (1802–1878), grosshandlare och politiker.
- Johan Grape (1821–1899), lantmätare och politiker.
- Karl-Gunnar Grape (1922–2005), biskop.
- Margareta Grape (född 1948), kyrkobyråkrat.
- Sven Grape (1914–1996), överstelöjtnant.[4][5]
- Ulf Grape (född 1960), företagare och politiker.
- Zacharias Grape (1826–1874), folkskolinspektör och politiker.